# Fukuchiyama
Fukuchiyama (福知山市?) è una città giapponese della prefettura di Kyōto.